# Lloret ratpenat de Camiguin
El lloret ratpenat de Camiguin (Loriculus philippensis camiguinensis) és una espècie d'ocell de la família dels psitàcids. Considerat una subespècie de Loriculus philippensis, també ha estat considerat una espècie de ple dret arran els treballs de Tello et col. 2006. Habita els boscos de l'illa de Camiguin, al nord de Mindanao.